# Hieronymus-Blumenbachie
Die Hieronymus-Blumenbachie (Blumenbachia hieronymi) ist eine Pflanzenart aus der Gattung Blumenbachia in der Familie der Blumennesselgewächse (Loasaceae).

## Merkmale
Die Hieronymus-Blumenbachie ist eine einjährige oder zweijährige Pflanze, die Wuchshöhen von 20 bis 40 Zentimeter erreicht. Die Kelchblätter sind gezähnt bis fiederspaltig. Die Krone ist weiß und hat einen Durchmesser von bis zu 3,5 Zentimeter.
Blütezeit ist von Juli bis September.
Die Chromosomenzahl beträgt 2n = 24.

## Vorkommen
Die Hieronymus-Blumenbachie kommt in Argentinien in Córdoba und Salta in Höhenlagen von 2000 bis 2500 Meter vor.

## Nutzung
Die Hieronymus-Blumenbachie wird selten als Zierpflanze für Sommerblumenbeete genutzt.